# Plaine du Gol
Pour les articles homonymes, voir Gol.

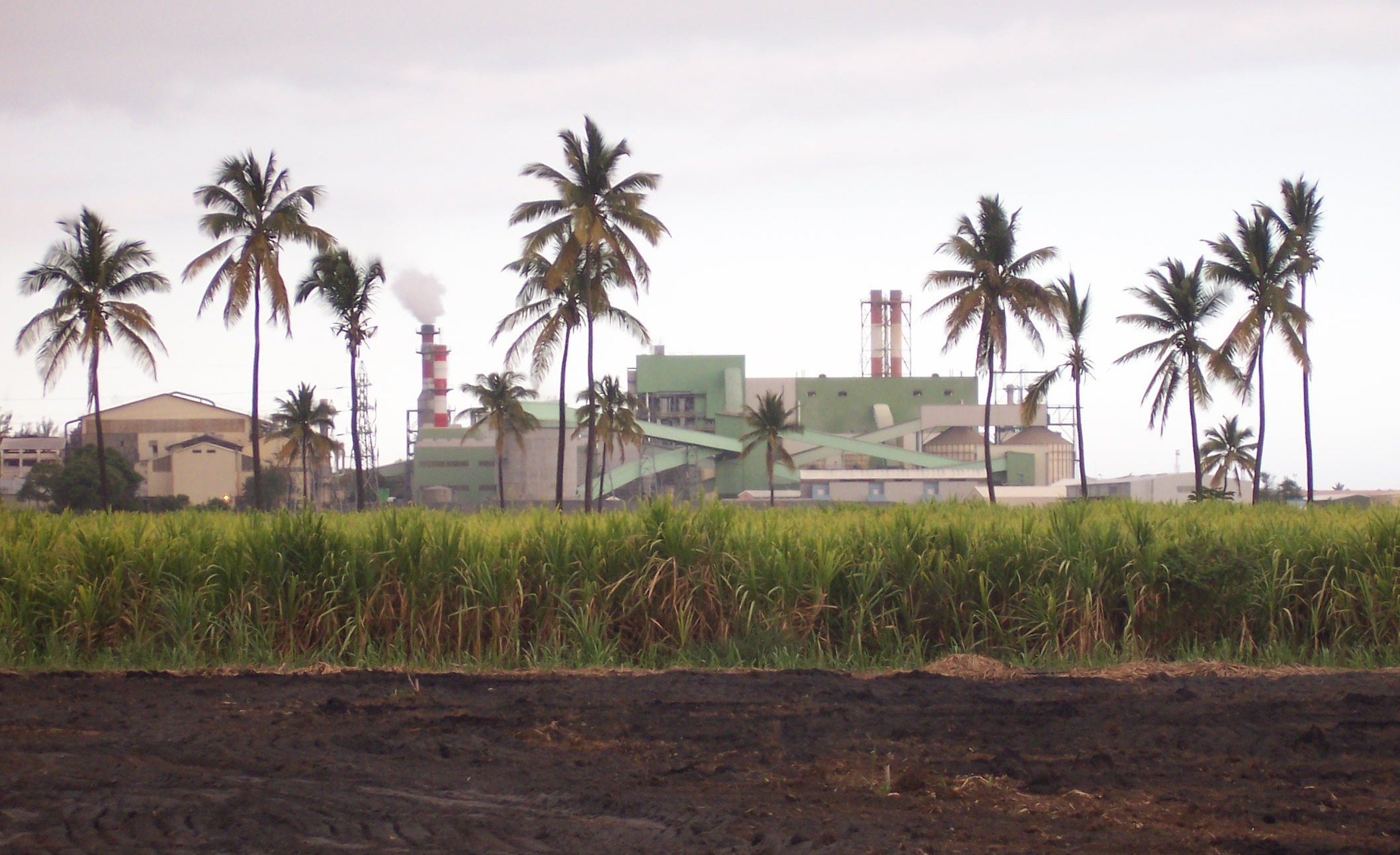
Vue de l'usine du Gol dans la plaine du Gol.

La plaine du Gol, ou plateau du Gol, est une plaine côtière du sud-ouest de l'île de La Réunion,département d'outre-mer français dans l'océan Indien. Elle est située entre la ravine du Gol et la Ravine des Cafres, sur la commune de Saint-Louis. C'est là que s'est établie l'habitation du Gol, plus importante plantation de La Réunion. Celle-ci accueillait autrefois un château important à disposition du gouverneur de La Réunion, le château du Gol. De l'habitation, ne subsiste aujourd'hui que l'usine sucrière du Gol, l'une des deux dernières en fonctionnement sur l'île avec l'usine de Bois Rouge à Saint-André. 
La plaine est aussi connue pour son étang remarquable, l'étang du Gol.
Le Père Lafosse, prêtre contestataire de l'époque coloniale, repose au cimetière du Gol, appelé autrefois cimetière des Âmes Perdues.